# Зморшки (село)
Змо́ршки — село в Україні, у Сахновецькій сільській громаді Шепетівського району Хмельницької області. Населення становить 310 осіб. Село розташоване по обидва береги річки Хомори.

## Історія
Неподалік від ставка у с. Зморшки знаходились великі земляні насипи, фортечні вали, в яких знаходився фільварок місцевого власника князя Романа Санґушка. З розповіді старожилів, ще в домонгольській період біля с. Зморшки (Христівки) було місто чи містечко Морум, через який пролягала велика дорога, так званий «Чорний шлях», із Києва і Бердичева за кордон, в Галичину, пролягала через с. Поляхова. Жителі цього містечка, дізнавшись про набіги татар, запросили людей із навколишніх сіл, щоб відбити напад татар. Для цього вони насипали високі земляні вали, оточили їх ровом з водою, сховавши свої сім’ї і достаток в лісах, в великих болотяних заростях, збройною силою зустріли ворога. Але сили виявились нерівними, і місто було захоплене та спалене. Внаслідок неодноразового нападу татар та спалення й розгрому міста, кількість жителів стала зменшувалась, відповідно й змінювалась назва – Ізморунщики, Зморунщики, Зморщики, Зморщки, Сморщки і до нашого часу дійшла назва Зморшки.
19 вересня 2024 року Верховна Рада підтримала перейменування села Сморшки на Зморшки. 26 вересня 2024 року перейменування набуло чинності.

## Населення

### Мова
Розподіл населення за рідною мовою за даними перепису 2001 року:
| Мова       | Кількість | Відсоток |
| ---------- | --------- | -------- |
| українська | 309       | 99.68%   |
| російська  | 1         | 0.32%    |
| Усього     | 310       | 100%     |